# 714航班
《714航班》（法語：Vol 714 pour Sydney）是《丁丁歷險記》的第22部作品，也是該系列倒數第二部完整作品，於1968年出版，作者是比利時漫畫家艾爾吉。故事的主要舞台是在南太平洋，其特色之一是外星生物的登場。同时《714航班》是《丁丁历险记》的第二十个被改编的故事。该系列由斯特凡·贝尔纳斯科尼执导，因其“总体上忠实原著”而受到赞誉，其构图实际上直接取材于原版漫画。

## 故事簡介
丁丁、米路、哈達克船長和圖納思教授，作為第一批登上月球的人，前往澳洲悉尼參加世界航空大會。他們中途停靠在位於雅加达的凱馬約蘭機場，在那裡他們偶然遇見了愛沙尼亞飞行员皮奥特·苏特（Piotr Szut），他曾在《红海黑幕》中登場，现在为亿万富翁拉斯洛·卡雷达斯（Laszlo Carreidas）工作。卡雷达斯本人正在前往澳大利亚的途中，他邀请丁丁和他的同伴们乘坐他的私人飞机，卡雷达斯160，一同前往目的地。
在飞行途中，飞机遭到劫持並改道飞往火山岛普劳-普劳·邦帕。在那里，拉斯泰波波罗斯和他的副手艾伦·汤普森計劃用克罗尔斯佩尔博士研制的吐真藥从卡雷达斯那里得到其银行账户的密碼。而主角们被抓获并被关在了一个碉堡里，但丁丁成功放鬆了巽他群岛卫兵的警惕，並解救了他的同伴们。在哈達克船長的帮助下，他又救出了拉斯洛·卡雷达斯，但他们現在被困在岛上并遭到罪犯的追捕，情況棘手。與此同時，圖納思教授对周围发生的事情漠不关心，他用钟摆记录下了非常强烈的振荡。丁丁受到内心声音的指引，進入了地下洞穴的入口，主角们便進入此地作為庇護處。在深入洞穴的時候主角們發現，該洞穴实际上是一个地下神庙的入口，在那里一行人遇到了米克·埃兹达尼托夫，他是一名從事心灵感应和催眠术的 「內行人士」，他向主角們展示了自己是地球和外星生物之间的中间人，且他是來巡查該島嶼的遠古外星人。
與此同時，拉斯泰波波罗斯和艾伦·汤普森试图用炸药炸开洞穴入口，然而松多内斯人拒绝进入其中。多次地震的发生预示着火山即将喷发，而强盗们所引起的爆炸加速了这一现象。主角们通過米克·埃兹达尼托夫召唤的 「不明飛行物」撤离，之後埃兹达尼托夫则謹慎地将这些事件从他们的记忆中抹去。
拉斯泰波波罗斯和他的同夥们试图乘坐橡皮艇逃离小岛。然而他们卻反过来被外星人绑架，而丁丁一行人則被外星人安置了。主角们安然无恙地被找到后，在电视报道中表达了他们的不解：米路是唯一一个保留了全部记忆的人，但牠无法说出自己的记忆，而圖納思教授则声称他在自己的口袋里发现了一个外星物体。除了克罗尔斯佩尔博士之外，拉斯泰波波罗斯和他的同伙被带到一个秘密地点，他們在印度新德里附近游荡，完全丧失了记忆。
在作品的最后，丁丁和他的同伴们再次登上了飞往悉尼的 714 号航班。

## 卡雷达160型飞机Carreidas 160
卡雷达160型飞机是一架三发引擎公务机，可载4名机组成员与10名乘客。飞机在12千米高度的速度可达2马赫。飞机配备了罗尔斯-罗伊斯公司的Turbomeca发动机，总推力8400千克。飞机还有可变机翼。
埃尔热请求时任埃尔热工作室的罗杰·勒鲁设计了这架飞机。最初的灵感来自于美国生产的里尔喷射机、JetStar和湾流飞机。一位航空“专家”使埃尔热建议勒鲁為這架飛機加入可变机翼，因这名“专家”认为可变机翼将是飞机的未来。这架飞机上的机翼也是1966年首飞的幻影G型战斗机机翼方案相同。
这架飞机的拆解图也在1967年被发表在《丁丁日报》 · 。
在飞机的垂直尾翼上有飞机的标志，即扑克牌的四种花色。

## 外部連結
- Flight 714（页面存档备份，存于） at Tintinologist.org